# Lista jocurilor video Donkey Kong
Această listă conține o enumerare a jocurilor video Donkey Kong.
| Titlu                                               | Sistem                  | An lansare        | Japonia | Statele Unite ale Americii | Uniunea Europeană | Dezvoltator |
| --------------------------------------------------- | ----------------------- | ----------------- | ------- | -------------------------- | ----------------- | ----------- |
| Donkey Kong                                         | Arcade                  | 1981              | DA      | DA                         | NU                |             |
| Donkey Kong Jr.                                     | Arcade                  | 1982              | DA      | DA                         | NU                |             |
| Donkey Kong 3                                       | Arcade                  | 1983              | DA      | DA                         | NU                |             |
| Donkey Kong                                         | NES                     | 1983              | DA      | DA                         | DA                |             |
| Donkey Kong Jr.                                     | NES                     | 1983              | DA      | DA                         | DA                |             |
| Donkey Kong 3                                       | NES                     | 1983              | DA      | DA                         | DA                |             |
| Donkey Kong, Jr. Math                               | NES                     | 1983              | DA      | DA                         | NU                |             |
| Donkey Kong 3 Dai Gyakushuu                         | PC                      | 1984              | DA      | NU                         | NU                |             |
| Donkey Kong Circus                                  | Game & Watch            | 1984              |         |                            |                   |             |
| Donkey Kong                                         | Famicom Disk System     | 1988              | DA      | NU                         | NU                |             |
| Donkey Kong Jr.                                     | Famicom Disk System     | 1988              | DA      | NU                         | NU                |             |
| Donkey Kong Classics                                | NES                     | 1988              | NU      | DA                         | DA                |             |
| Donkey Kong                                         | Game Boy                | 1994              | DA      | DA                         | NU                |             |
| Donkey Kong Country                                 | Super NES               | 1994              | DA      | DA                         | DA                |             |
| Donkey Kong Land                                    | Game Boy                | 1995              | DA      | DA                         | NU                |             |
| Donkey Kong Country 2: Diddy's Kong Quest           | Super NES               | 1995              | DA      | DA                         | DA                |             |
| Donkey Kong Land 2                                  | Game Boy                | 1996              | NU      | DA                         | NU                |             |
| Donkey Kong Country 3: Dixie Kong's Double Trouble! | Super NES               | 1996              | DA      | DA                         | DA                |             |
| Diddy Kong Racing                                   | Nintendo 64             | 1997              | DA      | DA                         | DA                |             |
| Donkey Kong Land III                                | Game Boy                | 1997              | NU      | DA                         | NU                |             |
| Donkey Kong 64                                      | Nintendo 64             | 1999              | DA      | DA                         | DA                |             |
| Donkey Kong Country                                 | Game Boy Color          | 2000              | DA      | DA                         | DA                |             |
| Donkey Kong Land III                                | Game Boy Color          | 2000              | DA      | NU                         | NU                |             |
| Donkey Kong Country                                 | Game Boy Advance        | 2003              | DA      | DA                         | DA                |             |
| Donkey Konga                                        | Nintendo GameCube       | 2003              | DA      | DA                         | DA                |             |
| Classic NES Series: Donkey Kong                     | Game Boy Advance        | 2004              | DA      | DA                         | DA                |             |
| Mario vs. Donkey Kong                               | Game Boy Advance        | 2004              | DA      | DA                         | DA                |             |
| Donkey Kong Country 2: Diddy's Kong Quest           | Game Boy Advance        | 2004              | DA      | DA                         | DA                |             |
| Donkey Konga 2                                      | Nintendo GameCube       | 2004              | DA      | DA                         | DA                |             |
| Donkey Kong: Jungle Beat                            | Nintendo GameCube       | 2004              | DA      | DA                         | DA                |             |
| DK: King of Swing                                   | Game Boy Advance        | 2005              | DA      | DA                         | DA                |             |
| Donkey Konga 3                                      | Nintendo GameCube       | 2005              | DA      | NU                         | NU                |             |
|                                                     | Arcade                  | 2005              |         |                            |                   |             |
| Donkey Kong Country 3: Dixie Kong's Double Trouble! | Game Boy Advance        | 2005              | DA      | DA                         | DA                |             |
| Mario vs. Donkey Kong 2: March of the Minis         | Nintendo DS             | 2006              | DA      | DA                         | DA                |             |
| Diddy Kong Racing DS                                | Nintendo DS             | 2007              | NU      | DA                         | DA                |             |
| DK: Jungle Climber                                  | Nintendo DS             | 2007              | -       | -                          | -                 |             |
| Donkey Kong Barrel Blast                            | Wii                     | 2007              | DA      | -                          | -                 |             |
| Donkey Kong: Banana Kingdom                         | Arcade                  | 2007              | -       | -                          | -                 | Capcom      |
| Mario vs. Donkey Kong: Minis March Again!           | Nintendo DS             | 8 iunie 2009      | DA      | DA                         | DA                |             |
| Mario vs. Donkey Kong: Mini-Land Mayhem             | Nintendo DS             | 14 noiembrie 2010 | DA      | DA                         | DA                |             |
| Donkey Kong Country Returns                         | Wii                     | 21 noiembrie 2010 | DA      | DA                         | DA                |             |
| Donkey Kong Country Returns 3D                      | Nintendo 3DS            | 24 mai 2013       | DA      | DA                         | DA                |             |
| Donkey Kong Country: Tropical Freeze                | Wii U / Nintendo Switch |                   | DA      | DA                         | DA                |             |